# Apothekenwesen in Nassau
Die Geschichte des Apothekenwesens in Nassau ist ein Teil der Pharmaziegeschichte Deutschlands, bezogen auf das Herzogtum Nassau und seine Vorgängerstaaten.

## Allgemeines
Das Heilige Römische Reich bestand aus einer Vielzahl von souveränen Territorien. Entsprechend kleinteilig entwickelte sich auch das Apothekenwesen. Eine Vielzahl von Medizinal- oder Apothekerordnungen und Preisregelungen entstanden, die jeweils nur für einzelne Territorien galten.
Was für das Reich als Ganzes galt, galt auch für die Nassauischen Länder. Durch eine Reihe von Teilungen des Hauses Nassau entstanden mehrere nassauische Staaten, die erst 1806 im Herzogtum Nassau wieder zusammengefasst wurden. Für jeden dieser Staaten bestanden abweichende Regelungen in Bezug auf das Apothekenwesen.

## Einzelne Staaten

### Nassau-Saarbrücken
Graf Philipp III. (1574–1602) erließ am 31. Oktober 1601 eine Medizinalordnung für die Grafschaft Saarbrücken. Gleichzeitig wurde die Einrichtung einer Apotheke in Saarbrücken verordnet. Dies bedeutet nicht, dass es nicht bereits vorher eine Apotheke gegeben hätte: Urkundliche Belege dafür liegen jedoch nicht vor. Die „Saarbrückische Medici- und Apotheckerordnung“, wurde nach dem Vorbild der Wormser Apothekenordnung von 1582 erstellt und umfasste 20 Paragraphen, von denen die erste Hälfte die Apotheken und die zweite Hälfte die ärztliche Arbeit regelte.
Die Regelungen spiegeln die bisherigen Probleme der Arzneimittelherstellung wider. So wird ein Verbot der Herstellung von Medikamenten durch die Bader, Barbiere und Scherer ausgesprochen. Insbesondere der (bisher sehr übliche) Verkauf von Medizin durch Landfahrer auf Wochen und Jahrmärkten wird verboten, um der Kurpfuscherei Einhalt zu gebieten. Ein Verkauf auf Märkten war nur nach vorherigen Prüfung der Ware durch den Apotheker und zu den festgesetzten Preisen zulässig. Der Apotheker war kein Angestellter oder Beamter mit fester Besoldung, er bedurfte aber der Konzession. Im Gegenzug verpflichtete er sich u. a., immer einen ausreichenden Vorrat an Medikamenten vorzuhalten und diese ggf. in einem Giftschrank zu verschließen. Die Preise für Medikamente waren festgelegt. Jährlich erfolgte eine Visitation der Apotheke durch den geschworenen Arzt.
Im Dreißigjährigen Krieg wurde das gesamte Gebiet durch Kriegshandlungen stark zerstört und ganze Landstriche entvölkert. Da der Herzog von Lothringen vom Westfälischen Frieden ausdrücklich ausgenommen war, 1677 der Holländische Krieg weitere Verwüstungen mit sich brachte, und Frankreich von 1680 bis 1697 im Gefolge seiner Reunionspolitik die Grafschaften Saarbrücken und Saarwerden annektierte, war das Land bis zum Ende des 17. Jahrhunderts weiteren schweren Belastungen ausgesetzt. Durch diese kriegerischen Wirren war an eine Entwicklung des Apothekenwesens nicht zu denken.
Unter Fürst Wilhelm Heinrich (1714–1768) wurde am 25. Mai 1747 die „Fürstlich Nassau-Saarbrückische Medizinal-Ordnung“ erlassen. Dessen II Titel behandelte „Von der Pflicht derer Apothecker, wonach selbige sich zu achten haben“. In dieser Ordnung wurden die bisherigen Regelungen bekräftigt. Apotheker wurden verpflichtet, einen Eid zu leisten. Das Dispensierverbot und die Rezeptpflicht wurden beschrieben. Mit der Taxordnung vom 26. Oktober 1762 wurden die Preise der Produkte geregelt. Eine weitere gesetzliche Regelung stellte die Medizinalordnung vom 15. Dezember 1763 dar.

### Nassau-Dillenburg

#### Die Hof-Apotheke in Dillenburg
An den Höfen des 16. Jahrhunderts entstanden vielfach Hofapotheken. Die Herrscher der damaligen Zeit zogen nicht nur die führenden Ärzte, sondern auch Kräuterfrauen und Arzneimittelkenner an ihre Höfe. Carl Heiler gibt das Jahr 1501 als Datum der ersten urkundlichen Erwähnung einer Hofapotheke in Dillenburg an. Dies wäre die erste Apotheke in Nassau.

#### Die Apotheke der Hohen Schule zu Herborn
Die Hohe Schule Herborn war der geistige Mittelpunkt der nassauischen Lande. Vermutlich wurde mit Gründung der Hohen Schule 1584 auch eine Apotheke eingerichtet. Als erster Hochschulapotheker nennt der Herborner Matrikel im Jahr 1594 Gerhard Böttiger.

## Herzogtum Nassau
Mit der Gründung des Herzogtums Nassau 1806 galten die bisherigen lokalen Regelungen über Apotheken fort. Nach der Arrondierung des Herzogtums 1816 erfolgten eine Reihe von Reformen unter Staatsminister Carl Friedrich Emil von Ibell. 1816 wurden die Ämter neu organisiert und mit dem Medizialedikt von 1818 das Gesundheits- und Apothekerwesen.

### Das Medizinaledikt von 1818
Ziel des Ediktes war, eine einheitliche und systematische Versorgung mit hochwertigen Medikamenten sicherzustellen. Der Betrieb von Apotheken sollte im Staatsauftrag und unter enger Kontrolle des Staates erfolgen. Um die Verfügbarkeit sicherzustellen, sollte in jedem der 28 Ämter je eine Amtsapotheke errichtet werden, um Wettbewerb zu vermeiden im Normalfall genau eine. Die Preise der Medikamente und die Ausbildung der Apotheker wurden geregelt. Das Edikt stellte die Grundlage des Apothekenwesens im Herzogtum bis zu seiner Auflösung dar.
Regierungsrat Lange arbeitete unter der Aufsicht von Ibell das Edikt aus. Als ärztliche Gutachter standen ihm Professor Sebastian Johann Ludwig Döring (Herborn), Professor Creve (Frankfurt) und Geheimrat Diehl (Diez) zur Seite. Am 14. März 1818 wurde das Edikt durch Herzog Wilhelm I. erlassen.
Ein wesentlicher Punkt war das Verbot für Ärzte, Apotheken zu betreiben oder zu besitzen (§ 8). § 14 regelte den Betrieb von Apotheken und die Ausbildung der Apotheker. Apotheker mussten danach eine dreijährige Lehrzeit oder ein Studium der Pharmazie nachweisen. § 21 verbietet Nicht-Apothekern, Medikamente herzustellen oder zu verbreiten. In § 25 ist die Aufsicht über Ärzte und Apotheken geregelt.

### Altlizenzen
Das Medizinaledikt regelte nicht das Prozedere bei der Erteilung von Lizenzen zum Betrieb von Apotheken. In der Praxis wurde die Konzession stillschweigend mit der Ernennung zum Amtsapotheker verliehen. Diese Konzessionen waren persönlich und widerrufbar.
Die Apotheker der bestehenden Apotheken verfügten jedoch über die Lizenzen zum Betrieb der Apotheken aus früherer Zeit, oft aus der Zeit der Vorgängerstaaten. Diese waren teilweise als (vererbliche) Realkonzession und auch als Exklusivrechte erteilt worden. § 1 des Medizinalediktes erklärte alle bisherigen Formen der Medizinalverwaltung für aufgehoben. Ob das Herzogtum das Recht hatte, die bisherigen Lizenzen aufzuheben, war rechtlich umstritten und führte in einigen Apotheken (wie der Amtsapotheke Camberg oder in Dillenburg) zu Rechtsstreitigkeiten.

### Apothekenbetriebsordnung vom 21. März 1818
Gemäß § 18 des Medizinaledikts wurde die Apothekenbetriebsordnung vom 21. März 1818 erlassen. Diese regelte im Detail die Arbeitsweise und Ausstattung der Apotheke. Sie musste räumlich über Vorratskammer, Kräuterboden, Arzneikeller, Laboratorium und Offizin (Verkaufsraum und gleichzeitig der Raum der Herstellung der Rezepte) verfügen (§§ 1–6), der Apotheker musste Tag und Nacht verfügbar sein und sich die Abwesenheit vom Medizinalrat des Amtes (oder bei mehrtägiger Abwesenheit von der Landesregierung) genehmigen lassen (§§ 7 und 14). Branntwein und Likör durfte er nicht verkaufen. Gifte waren zu kennzeichnen und im Giftschrank zu lagern (§ 11). Rohstoffe mussten immer auf Lager sein und gute Qualität haben (§ 12).

### Liste aller Apotheken
Die folgende vollständige Liste stellt die Amtsapotheken, Zweigapotheken und Sonderfälle im Herzogtum Nassau dar. Im Laufe der Zeit wurden neben den 28 Amtsapotheken weitere Zweigapotheken und selbständige Apotheken genehmigt, so dass es am Ende 56 Apotheken in 52 Orten gab. In Wiesbaden gab es vier, in Weilburg zwei Apotheken. Den neuen Apothekengründungen waren überwiegend jahrelange Bemühungen der einzelnen Orte vorangegangen. Die Amtsapotheker selbst standen Neueröffnungen von Filialapotheken vielfach kritisch gegenüber, da diese oft nicht kostendeckend arbeiteten. In den Badeorten Ems und Soden bestanden so genannte Sommerapotheken. Diese waren nur im Sommer geöffnet, wenn der Kurbetrieb zusätzliche Kunden brachte.
| Bild | Ort                | Amt                   | Name                              | Anmerkung |
| ---- | ------------------ | --------------------- | --------------------------------- | --- |
| 0    | Biebrich           | Amt Wiesbaden         | Hof-Apotheke Biebrich             | Bestand 1818 bereits und durfte nach dem Tod von Apotheker Gottfried Korb von dessen Witwe fortgeführt werden |
| 0    | Brandoberndorf     | Amt Usingen           | Löwen-Apotheke Brandoberndorf     | Entstanden 1838; war eine Zweigapotheke der Amtsapotheke Usingen |
| 0    | Braubach           | Amt Braubach          | Amtsapotheke Braubach             | 0 |
|      | Bad Camberg        | Amt Idstein           | Amtsapotheke Bad Camberg          | Wurde aufgrund des persönlichen Privilegs des Apothekers Wilhelm Halberstadt erhalten, obwohl die eigentliche Amtsapotheke die Amtsapotheke Idstein war. |
| 0    | Catzenelnbogen     | Amt Nastätten         | Apotheke Catzenelnbogen           | Entstanden 1848; war eine gemeinsame Zweigapotheke der Apotheken in Nastätten und Michelbach |
| 0    | Diez               | Amt Diez              | Amtsapotheke Diez                 | 0 |
| 0    | Dorchheim          | Amt Hadamar           | Apotheke Dorchheim                | Entstanden 1848; war eine Zweigapotheke der Amtsapotheke Hadamar |
| 0    | Dillenburg         | Amt Dillenburg        | Amtsapotheke Dillenburg           | In Dillenburg bestanden 1818 zwei Apotheken. Die Landesregierung forderte daher Apotheker Burmann auf, seine Apotheke aufzugeben und bot ihm an, eine Lizenz für die Amtsapotheke Meudt zu vergeben. Burmann weigerte sich aber und behielt die Apotheke bis zu seinem Tod. 1829 musste die Witwe die Apotheke schließen und nach Haiger verlegen. |
| 0    | Driedorf           | Amt Herborn           | Apotheke Driedorf                 | Entstanden 1844; war eine Zweigapotheke von Herborn, ab 1867 selbständig |
|      | Eltville           | Amt Eltville          | Amtsapotheke Eltville             | 0 |
| 0    | Emmerichenhain     | Amt Marienberg        | Amtsapotheke Emmerichenhain       | Die Apotheke in Emmerichenhain war die Amtsapotheke für das Amt Marienberg. 1830 gründete sie eine Zweigapotheke in Marienberg die ab 1850 Vollapotheke war |
| 0    | Ems                | Amt Nassau            | Amtsapotheke Ems                  | Im zweiherrischen Ems entstanden im 18. Jahrhundert zwei Apotheken, eine von Hessen und eine von Nassau privilegierte. Während die eine ganzjährig offen hatte, wurde die andere als Sommerapotheke betrieben. Mit dem Medizinaledikt sollten beide Apotheken geschlossen werden, da es in Nassau die Amtsapotheke gab. Während Apotheker Momberger seine Apotheke schloss, blieb die von Apotheker Wuth bestehen. |
|      | Hachenburg         | Amt Hachenburg        | Amtsapotheke Hachenburg           | Das heutige Gebäude wurde im späten 19. Jahrhundert neu errichtet. |
| 0    | Eppstein           | Amt Königstein        | Burg-Apotheke Eppstein            | Entstanden 1848; war eine Zweigapotheke von Cronberg |
| 0    | Grenzhausen        | Amt Selters           | Apotheke Grenzhausen              | Entstanden 1838; war eine Zweigapotheke von Selters |
| 0    | Hadamar            | Amt Hadamar           | Amtsapotheke Hadamar              | 0 |
| 0    | Haiger             | Amt Dillenburg        | Apotheke Haiger                   | Entstanden 1830; die Konzession ging an die Witwe Burbach als Kompensation für den Verlust der Apotheke in Dillenburg |
| 0    | Heddernheim        | Amt Höchst            | Apotheke Heddernheim              | Entstanden 1849; persönliche Konzession an Apotheker Höfeld |
|      | Herborn            | Amt Herborn           | Amtsapotheke Herborn              | 0 |
|      | Hochheim           | Amt Hochheim          | Amtsapotheke Hochheim             | 0 |
| 0    | Hofheim            | Amt Hochheim          | Apotheke Hofheim                  | Entstanden 1848; war eine Zweigapotheke von Höchst |
| 0    | Höchst             | Amt Höchst            | Amtsapotheke Höchst               | 0 |
| 0    | Holzappel          | Amt Diez              | Apotheke Holzappel                | Entstanden 1839; gemeinsame Zweigapotheke des Apothekers Wuth in Diez und Kirberg |
|      | Idstein            | Amt Idstein           | Amts- bzw. Lindenapotheke Idstein | gegründet 1688 |
|      | Kirberg            | Amt Limburg           | Apotheke Kirberg                  | Aufgrund des Bedarfs blieb die Apotheke 1818 als persönliche Konzession von Apotheker Wuth |
|      | Kronberg im Taunus | Amt Königstein        | Amtsapotheke Cronberg             | 0 |
| 0    | Langen-Schwalbach  | Amt Langen-Schwalbach | Amtsapotheke Langen-Schwalbach    | 0 |
|      | Limburg            | Amt Limburg           | Amtsapotheke Limburg              | Die erste Apotheke in Limburg betrieb Johann Erben zwischen 1615 und 1673. In diesem Jahr eröffnete der Bürgermeister und Apotheker Johann Philipp Klos eine Apotheke, die bis 1727 seitlich der Plötze lag und dann vom Bürgermeister und Apotheker Johann Jodocus Horst an den Fischmarkt verlegt wurde. Später gelangte die Apotheke in den Besitz der Apothekerfamilie Wolff, die sie 1867 in die Grabenstraße verlegte. |
|      | Lorch              | Amt Rüdesheim         | Apotheke Lorch                    | Entstanden 1845; war eine Zweigapotheke der Amtsapotheke Rüdesheim |
| 0    | Marienberg         | Amt Marienberg        | Amtsapotheke Bad Marienberg       | Die Apotheke in Emmerichenhain war die Amtsapotheke für das Amt Marienberg. 1830 gründete sie eine Zweigapotheke in Marienberg, die ab 1850 Vollapotheke wurde. |
| 0    | Michelbach         | Amt Wehen             | Apotheke Michelbach               | Entstanden 1828 als Amtsapotheke für das Amt Wehen |
| 0    | Montabaur          | Amt Montabaur         | Amtsapotheke Montabaur            | 0 |
| 0    | Nassau             | Amt Nassau            | Amtsapotheke Nassau               | 0 |
| 0    | Nastätten          | Amt Nastätten         | Amtsapotheke Nastätten            | 0 |
| 0    | Niederselters      | Amt Idstein           | Apotheke Niederselters            | Zweigapotheke von Camberg |
| 0    | Oberlahnstein      | Amt Braubach          | Apotheke Oberlahnstein            | Entstanden 1865; war eine Zweigapotheke von Braubach |
|      | Oberursel          | Amt Königstein        | Alte Apotheke Oberursel           | Entstanden 1847; war eine Zweigapotheke der Amtsapotheke Cronberg, wurde 1872 selbstständig, nachdem Wilhelm Neubronner sie im gleichen Jahr an Hermann Bernbeck verkauft hatte. |
| 0    | Oestrich           | Amt Eltville          | Apotheke Oestrich                 | Entstanden 1848; war eine Zweigapotheke von Eltville |
|      | Reichelsheim       | Amt Reichelsheim      | Amtsapotheke Reichelsheim         | Es wird vermutet, dass das Gebäude im Jahre 1834 durch den Apotheker Ernst Hämmerlein gebaut wurde. Von 1833 liegt ein Gesuch des Kandidaten der Pharmazie Ernst Hämmerlein zu Wehen um Anstellung und Einrichtung einer Apotheke zu Reichelsheim vor. Im Verordnungsblatt des Herzogthums Nassau von 1834 ist nachzulesen, dass seine Herzogliche Durchlaucht den Pharmacist Hämmerlein zum Amtsapotheker in Reichelsheim zu ernennen geruhte. Hämmerlein heiratete im Juni 1834 in der Kirche zu Reichelsheim. 1866 liegt eine Urkunde zum Verkauf der Apotheke zu Reichelsheim durch Ernst Hämmerlein an die Apotheker Hermann Otto zu Rüdesheim und Langheinz zu Lorch vor. |
| 0    | Rüdesheim          | Amt Rüdesheim         | Amtsapotheke Rüdesheim            | 0 |
|      | Runkel             | Amt Runkel            | Amtsapotheke Runkel               | 0 |
| 0    | St. Goarshausen    | Amt St. Goarshausen   | Amtsapotheke St. Goarshausen      | 0 |
| 0    | Schlangenbad       | Amt Langen-Schwalbach | Apotheke Schlangenbad             | 1818 wurde die Einrichtung einer Zweigapotheke von Langenschwalbad in Schlangenbad angeordnet, um die in diesem Badeort bestehende Nachfrage zu befriedigen. Der Apotheker hielt diese für nicht rentabel und verzögerte die Eröffnung. Erst 1831 konnte die Apotheke eröffnet werden |
| 0    | Selters            | Amt Selters           | Amtsapotheke Selters              | 0 |
| 0    | Soden              | Amt Höchst            | Apotheke Soden                    | Für den Badeort Soden wurde 1838 eine Sommerapotheke als Zweigapotheke von Höchst genehmigt. Der Jahresbetrieb wurde 1855 eingeführt |
| 0    | Strassebersbach    | Amt Dillenburg        | Apotheke Strassebersbach          | Eingerichtet 1850; war eine Zweigapotheke von Dillenburg |
|      | Usingen            | Amt Usingen           | Amts-Apotheke Usingen             | 0 |
|      | Wallmerod          | Amt Wallmerod         | Amtsapotheke Wallmerod            | Da kein geeignetes Haus in Meudt zur Verfügung stand, sollte die Amtsapotheke 1818 in Wallmerod eingerichtet werden. Aber auch dort wurde kein Haus zur Verfügung gestellt. Darüber hinaus weigerte sich Apotheker Burmann aus Dillenburg, die neue Apotheke zu betreiben. 1820 wurde die Apotheke als Zweigapotheke von Hadamar eingerichtet. Ab 1829 war sie eine selbstständig Apotheke |
| 0    | Wehen              | Amt Wehen             | Amtsapotheke Wehen                | Auch hier war es schwierig, einen Apotheker zu finden. Die Amtsapotheke wurde erst 1832 als Zweigapotheke von Michelbach eingerichtet. |
|      | Weilburg           | Amt Weilburg          | Amt-Apotheke zum Löwen (Weilburg) | Die Engelapotheke wurde 1666 als Hofapotheke eingerichtet. Im Jahr 1818 bestanden in Weilburg zwei Apotheken, die aufgrund des Charakters als (ehemalige) Residenzstadt auch erhalten bleiben sollten. Der Apotheker der Löwenapotheke, Carl Rudio, wurde daher als erster, der Apotheker der Engelapotheke, Ludwig Theodor von St. George als zweiter Apotheker des Medizinalamtes ernannt. Das heutige Gebäude der Löwenapotheke wurde erst 1880 an Stelle eines Vorgängerbaus errichtet. |
| 0    | Weilmünster        | Amt Weilburg          | Apotheke Weilmünster              | Eingerichtet 1840; war eine Zweigapotheke der Löwenapotheke in Weilburg |
| 0    | Westerburg         | Amt Rennerod          | Amtsapotheke Westerburg           | Die Amtsapotheke für das Amt Rennerod hatte ihren Sitz in Westerburg. |
| 0    | Wiesbaden          | Amt Wiesbaden         | Hofapotheke Wiesbaden             | In Wiesbaden bestanden 1818 zwei Apotheken, die aufgrund des Charakters als Residenzstadt auch erhalten bleiben sollten. Der Apotheker der Hofapotheke von 1672 wurde daher als erster, der Apotheker der Löwenapotheke von 1803 als zweiter Apotheker des Medizinalamtes ernannt. 1837 wurde die dritte, 1863 die vierte Apotheke der Landeshauptstadt konzessioniert. |